# Frank Hiscock
Frank Hiscock, född 6 september 1834 i Pompey, New York, död 18 juni 1914 i Syracuse, New York, var en amerikansk republikansk politiker.
Hiscock studerade juridik och inledde 1855 sin karriär som advokat i Onondaga County. Han var distriktsåklagare för Onondaga County 1860-1863. Han var ledamot av USA:s representanthus från delstaten New York 1877-1877 och ledamot av USA:s senat från samma delstat 1877-1883. Han återgick sedan till arbetet som advokat, denna gång i Syracuse. Han dog i Syracuse och hans grav finns på stadens Oakwood Cemetery.